# Manuel Alves Martins
Manuel Alves Martins (Palhoça, ca. 1818 — Desterro, 8 de junho de 1865) foi um militar e político brasileiro.
Natural de Enseada de Brito. Filho de Manuel Martins do Nascimento e de Custódia Joaquina do Nascimento.
Foi deputado à Assembleia Legislativa Provincial de Santa Catarina na 10ª legislatura (1854 — 1855), como suplente convocado, e na 12ª legislatura (1858 — 1859).